# Bedotia madagascariensis
Bedotia madagascariensis ist ein auf Madagaskar endemischer Fisch und Typusart der Gattung Bedotia. Er wurde 1953 erstmals für aquaristische Zwecke in Europa eingeführt. Häufig wird B. madagascariensis als Madagaskar-Ährenfisch oder auch Rotschwanz-Ährenfisch bezeichnet, diese Namen sind aber nicht ganz eindeutig und nehmen mitunter auch Bezug auf die ähnlich erscheinende und ebenfalls in Aquarien gehaltene Art Bedotia geayi.

## Verbreitung und Lebensraum
Das Verbreitungsgebiet von B. madagascariensis erstreckt sich im Osten Madagaskars vom Unterlauf des Ivoloina, einem Fluss nördlich von Toamasina, nach Süden bis mindestens zum Manambolo, einem Bach nahe Vatomandry. In den 1950er Jahren wurden erfolgreiche Ansiedlungsversuche am Oberlauf des Betsiboka unternommen so, dass die Art heute vermutlich auch im gesamten Betsibokabecken heimisch ist.
Der ursprüngliche Lebensraum dieser Art sind klare, zumindest teilweise durch Vegetation beschattete Fließgewässer. Die Zusammensetzung der Ufervegetation ist dabei von untergeordneter Bedeutung, wesentlich ist ihre Funktion als Schattenspender. Diese Gewässer an den östlichen Hängen Madagaskars sind im Allgemeinen mit einer Wasserhärte vom weniger als 17,1 ppm sehr weich. Die Art wird auch in typischen, mit einem pH-Wert von bis zu 4,8 sehr sauren Schwarzwasserhabitaten, wie etwa Sümpfen, gefunden. Brackwasser wird von B. madagascariensis gemieden, obwohl Tiere in Gefangenschaft eine gewisse Salinitätstoleranz zeigen. Der bevorzugte Standort sind strömungsarme Bereiche.

## Erscheinung
In Gefangenschaft kann B. madagascariensis eine Standardlänge von zehn Zentimeter erreichen, wild lebende Tiere bleiben wahrscheinlich meist etwas kleiner. Sein mit großen Rundschuppen bedeckter Körper ist relativ langgestreckt, im vorderen Teil etwas kräftiger. Die Bauch- und die Rückenlinie sind leicht gebogen. Seine Kiefer tragen vier bis sechs Reihen kleiner und stark gebogener, einspitziger Zähne. Der Unterkiefer springt leicht vor. B. madagascariensis trägt zwei Rückenflossen, von denen die erste von vier bis fünf schwachen Hartstrahlen gestützt wird, die zweite von zehn bis zwölf Weichstrahlen. Davon sind die ersten vier oder fünf Strahlen ungeteilt. Die Afterflosse hat 14 bis 17 Weichstrahlen, von denen die ersten drei bis vier ungeteilt sind. Die kurzen und hoch stehenden Brustflossen verfügen über zwölf Weichstrahlen. Die Bauchflossen sind mit jeweils einem Hartstrahl und fünf geteilten Weichstrahlen ausgestattet.
B. madagascariensis zeigt einen ausgeprägten Sexualdimorphismus, insbesondere in der Zeichnung der unpaarigen Flossen. Beim Männchen sind die erste Rücken- und die Bauchflossen dunkel gerändert und an der Basis transparent bis metallisch goldgelb gefärbt. Die Basis der zweiten Rückenflosse ist von goldgelber Farbe, ihr Rand zeigt einen schwarzen, nach außen hin dunkelroten Saum. Die Afterflosse ist ähnlich gefärbt, an der Basis aber zusätzlich noch mit einem schwarzen Streifen ausgestattet. Ein dunkles Band auf den Körperseiten setzt sich noch etwas in Schwanzflosse fort und ist dort von einem silbrigweißen bis goldgelben Halo umgeben. Die distalen Ecken der leicht eingekerbten Schwanzflosse sind entweder dunkelrot oder schillernd weiß. Die transparenten Brustflossen tragen an der Spitze einen dunklen Punkt. Bei einigen Männchen sind alle unpaarigen Flossen gleichförmig rot oder schwarz. Weibliche B. madagascariensis haben weniger auffallend gezeichnete Flossen. Ihre erste Rückenflosse ist an der Basis gelblich durchsichtig und wird zum äußeren Rand hin dunkler. Die zweite Rückenflosse ist vom Ansatz her weißlich gelb und schwarz-weiß gerändert. Ähnlich gefärbt ist die Afterflosse, die aber körpernah noch ein dunkles Band zeigt. Die Fortsetzung des Seitenbandes auf der Schwanzflosse ist von einer transparenten Fläche umgeben, die durch eine dunkle Zeichnung begrenzt wird. Die äußeren Ecken der Schwanzflosse sind durchscheinend gelb bis weiß. Die Brustflossen sind vollständig transparent.

## Verhalten
B. madagascariensis lebt in losen, nach Größe gestaffelten Schwärmen von einigen Dutzend Tieren. Jüngere Tiere halten sich dabei vorwiegend in flachen Bereichen auf, während adulte Exemplare häufig auch tieferes Wasser aufsuchen. Über sein Fortpflanzungsverhalten in freier Natur ist nur wenig bekannt. Wildfänge von Individuen verschiedener Größe und Alters und Erfahrungen hinsichtlich der Wachstumsraten von Fischen in Gefangenschaft lassen aber eine ausgedehnte Brutsaison vermuten. Eine Reihe von Fressfeinden stellen B. madagascariensis nach, neben piscivoren Watvögeln und dem Madagaskarzwergfischer (Alcedo vintsioides) auch Buntbarsche aus der Gattung Paratilapia, Vertreter der Flaggenschwänze (Kuhlia), der Tigerfisch Mesopristes elongatus und die Grundel Glossogobius giuris. Seit der Einführung des Schlangenkopffischs Channa maculata nach Madagaskar 1978 ist ein weiterer Prädator hinzugekommen. Trotz ihrer geringen Körpergröße wird die Art auch im größten Teil des Verbreitungsgebietes durch die lokale Fischerei gefangen. In Gefangenschaft kann B. madagascariensis ein Alter von zehn Jahren erreichen, der hohe Fraßdruck lässt eine vergleichbare Langlebigkeit für frei lebende Tiere allerdings unwahrscheinlich erscheinen.

## Status
Wegen der Verbreitung als Aquarienfisch und der damit verbundenen kommerziellen Vermehrung besteht keine unmittelbare Gefahr hinsichtlich eines eventuellen Verschwindens der Art. Die fortschreitende Habitatzerstörung in ihrem natürlichen Verbreitungsgebiet und die zunehmende Verbreitung von Neozoen, und dabei insbesondere des Schlangenkopffisches Channa maculata, stellen allerdings ernstzunehmende Probleme dar. Die IUCN führt B. madagascariensis als near threatened („gering gefährdet“).